# 圣吉尔根
圣吉尔根（德語：Sankt Gilgen）是奥地利萨尔茨堡州萨尔茨堡城郊县的一个市镇。总面积98.67平方公里，总人口3675人，人口密度37.2人/平方公里（2010年）。這裡是沃尔夫冈·阿马德乌斯·莫扎特母親安娜·瑪麗亞·莫札特的故鄉。